# Sélim Azzazi

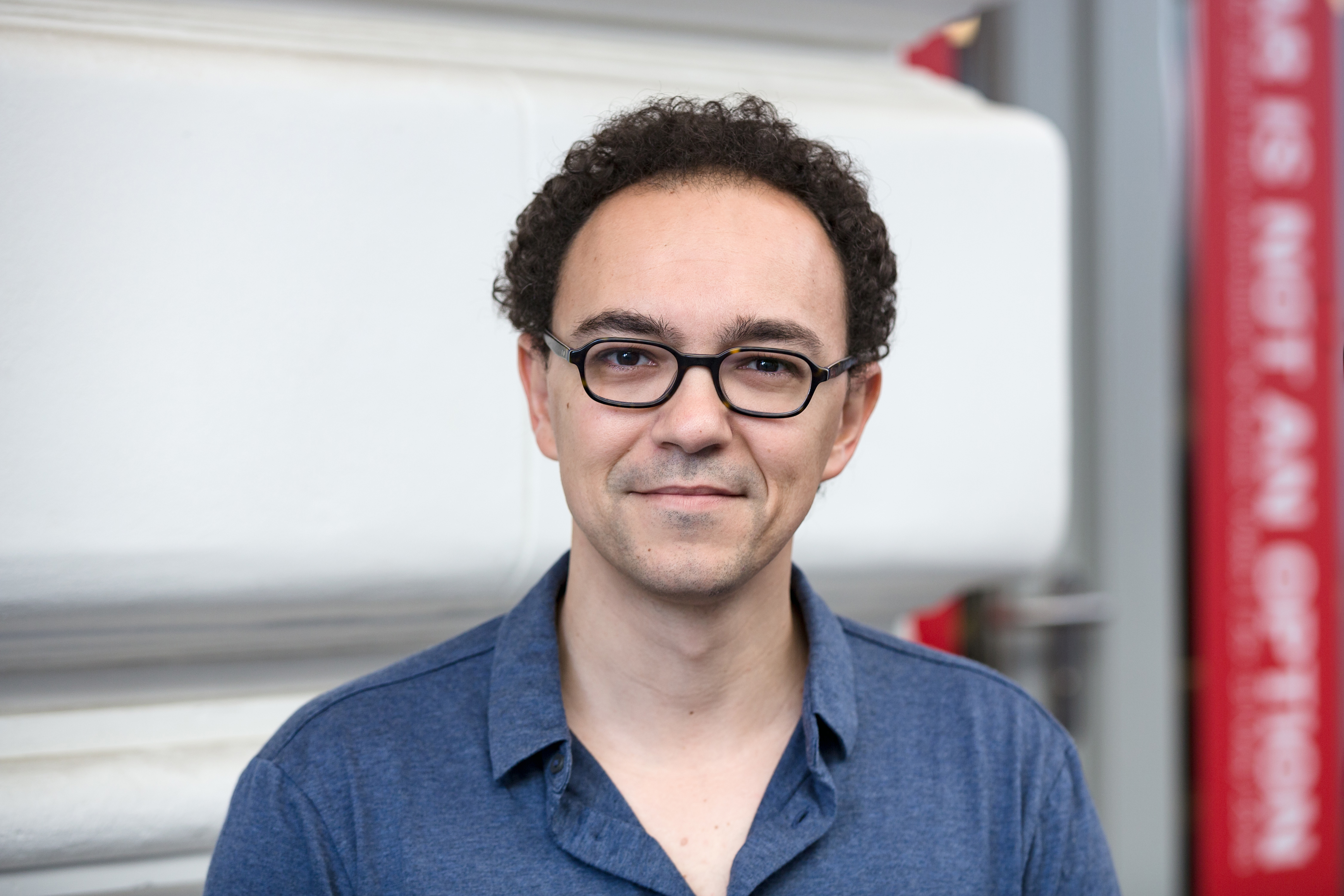
Sélim Azzazi (VIS 2016)

Sélim Azzazi (* 1975 in Lyon) ist ein französischer Soundeditor, Filmregisseur und Filmproduzent algerischer Abstammung.

## Karriere
Azzazi wurde 1975 in Lyon geboren und ist seit seiner Mitwirkung bei dem Kurzfilm Bonne résistance à la douleur im Filmgeschäft tätig. Dabei ist er als Soundeditor verantwortlich und wirkte dabei unter anderem bei den Filmen Alexander, Babylon A.D., Micmacs – Uns gehört Paris!, Die Schöne und das Biest und Shut In mit. Für seine künstlerischen Leistung bei dem Film Das Konzert wurde er mit einem César ausgezeichnet.
Größere Bekanntheit erhielt er zudem durch seinen Kurzfilm Ennemis intérieurs. Für dieses Werk, für das er als Regisseur, Produzent und Drehbuchautor verantwortlich war, erhielt er bei der Oscarverleihung 2017 eine Nominierung in der Kategorie Bester Kurzfilm, musste sich aber gegen den Beitrag von Kristóf Deák und Anna Udvardy geschlagen geben.

## Filmografie (Auswahl)

### Soundeditor
- 1999: Bonne résistance à la douleur (Kurzfilm)
- 2004: Alexander
- 2005: Sky Fighters (Les Chevaliers du ciel)
- 2006: Zidane – Ein Porträt im 21. Jahrhundert (Dokumentarfilm)
- 2008: Babylon A.D.
- 2009: Die Schachspielerin (Joueuse)
- 2009: Das Konzert (Le concert)
- 2009: Micmacs – Uns gehört Paris! (Micmacs à tire-larigot)
- 2010: Adèle und das Geheimnis des Pharaos (Les Aventures extraordinaires d’Adèle Blanc-Sec)
- 2011: Quelle der Frauen (La Source des femmes)
- 2011: Black Gold (Day of the Falcon)
- 2013: Die Karte meiner Träume (The Young and Prodigious T.S. Spivet)
- 2014: Die Schöne und das Biest (La Belle et la Bête)
- 2015: Der Vater meiner besten Freundin (Un moment d’égarement)
- 2016: Shut In
- 2017: Rückkehr nach Montauk (Return to Montauk)

### Produzent
- 2006: Tout refleurit: Pedro Costa, cinéaste (Dokumentarfilm)
- 2007: Son nom (Kurzfilm)
- 2010: Enterrez nos chiens
- 2016: Ennemis intérieurs (Kurzfilm, auch Regie und Drehbuch)

## Privat
Sélim Azzazis Vater wurde 1951 in Algerien geboren und ist mit seinen Eltern im Alter von sechs Jahren nach Lyon übergesiedelt.